# Tân Long, Mang Thít
Tân Long là một xã cũ thuộc huyện Mang Thít, tỉnh Vĩnh Long, Việt Nam.

## Địa lý
Xã Tân Long nằm ở phía Nam huyện Mang Thít, có vị trí địa lý:
- Phía Đông giáp xã Tân Long Hội
- Phía Tây giáp xã Bình Phước
- Phía Nam giáp Quốc lộ 53, các xã Long An huyện Long Hồ và xã Hòa Thạnh huyện Tam Bình
- Phía Bắc giáp xã Bình Phước và xã Tân An Hội.

Xã Tân Long có diện tích 11,56 km², dân số năm 1999 là 6.461 người, mật độ dân số đạt 559 người/km².

## Hành chính
Xã Tân Long được chia thành 7 ấp: Đồng Bé, Ngã Ngay, Tân Bình, Tân Hiệp, Tân Hòa, Thanh Bình, Thân Bình.